# トゥピFC
トゥピFC (ポルトガル語: Tupi Football Club) は、ブラジル・ミナスジェライス州ジュイス・デ・フォーラを本拠地とするサッカークラブである。

## 歴史
1912年5月16日、アントニオ・マリア・ジュニオルと他の4人の人物によってトゥピFCは創設された。
2001年、グループ方式で6クラブが争うカンピオナート・ミネイロ（ミナスジェライス州選手権）モドゥーロII (2部) の決勝ステージにてナシオナル・デ・ウベラバを上回り、クラブとして最初のタイトルを獲得した。2008年にはタッサ・ミナス・ジェライスに優勝した。決勝ではアメリカ・ミネイロを合計スコア4-3で下した。
2011年のカンピオナート・ブラジレイロ・セリエDでは、決勝でサンタクルスを下して優勝した。

## スタジアム
トゥピが使用するエスタジオ・ムニシパル・ラジアリスタ・マリオ・エレニオは1988年に開場し、収容人数は30,000人。

## タイトル
- タッサ・ミナス・ジェライス（ポルトガル語版）: 1回
  - 2008
- カンピオナート・ミネイロ・モドゥーロII (2部) : 1回
  - 2001
- カンピオナート・ブラジレイロ・セリエD : 1回
  - 2011

## 過去の成績
| セリエA優勝 | セリエA準優勝 | 上位リーグ昇格 | 下位リーグ降格 |
| シーズン | リーグ  | 順位 | 勝点 | 試合数 | 勝 | 分 | 敗 | 得点 | 失点 |
| -------- | ------- | ---- | ---- | ------ | -- | -- | -- | ---- | ---- |
| 2007     | セリエC | 44位 | 7    | 6      | 2  | 1  | 3  | 8    | 12   |
| 2008     | セリエC | 45位 | 7    | 6      | 2  | 1  | 3  | 6    | 9    |
| 2009     | セリエD | 5位  | 20   | 12     | 5  | 5  | 2  | 14   | 11   |
| 2010     | セリエD | 19位 | 10   | 8      | 2  | 4  | 2  | 9    | 8    |
| 2011     | セリエD | 1位  | 33   | 16     | 10 | 3  | 3  | 29   | 15   |
| 2012     | セリエC | 20位 | 14   | 18     | 3  | 5  | 10 | 13   | 25   |
| 2013     | セリエD | 3位  | 30   | 14     | 9  | 3  | 2  | 25   | 10   |
| 2014     | セリエC | 6位  | 34   | 20     | 9  | 7  | 4  | 31   | 16   |
| 2015     | セリエC | 3位  | 38   | 22     | 10 | 8  | 4  | 22   | 16   |
| 2016     | セリエB | 18位 | 33   | 38     | 8  | 9  | 21 | 40   | 56   |
| 2017     | セリエC |      |      |        |    |    |    |      |      |

## 歴代監督
- チッタ 2006-2007
- ジョアン・カルロス 2008
- リカルジーニョ 2016
- アイルトン 2017